# ماري أنطوانيت (فلم 2006)
ماري أنطوانيت (بالإنجليزية: Marie Antoinette) هو فيلم كوميدي-دراما صدر عام 2006 من إخراج صوفيا كوبولا .

## طاقم التمثيل
- كريستين دانست بدور ماري أنطوانيت
- جيسن شوارتزمن بدور لويس السادس عشر ملك فرنسا
- ستيف كوجان
- روز بيرن
- آسيا أرجينتو
- مولي شانون
- داني هيوستن بدور جوزيف الثاني
- جيمي دورنان
- توم هاردي
- آل يفر بدور شارل العاشر ملك فرنسا

## القصة
يحكي الفيلم رواية الملكة الفرنسية الشهيرة ماري انطوانيت كريستين دانست و التي تكون أميرة نمساوية ولكنها تتزوج من ابن ملك فرنسا البكر (لويس السادس عشر) جيسن شوارتزمن لتقوية العلاقات بين النمسا وفرنسا.
فيحكي الفيلم أحداث خطويتها من الأمير وزواجها و تحولها من اميرة فرنسية إلى ملكة بعد وفاة الملك (لويس الخامس عشر) و بعدها نهاية حكمها كملكة وفي نهاية الفيلم سقوط فرساي.

## الميزانية والإيرادات
بلغت تكلفة إنتاج الفيلم حوالي 40 مليون دولار بينما حقق أرباحا تقدر بـ 60917189 دولار.

## وصلات خارجية
- مقالات تستعمل روابط فنية بلا صلة مع ويكي بيانات